# Drážní správní úřad
Drážní správní úřad je druh správního úřadu s působností ve věcech drah.

## Drážní správní úřady v Česku
V současné době v Česku vykonávají působnost drážního správního úřadu
- Drážní úřad ve věcech železničních drah s výjimkou speciálních (tj. metra), pokud zákon pro určité případy nestanoví, že tuto působnost v určitém směru vykonává jiný správní úřad, a v některých působnostech také pro ostatní kategorie drah (zejména výkon působnosti speciálního stavebního úřadu s výjimkou území hlavního města Prahy, homologace vozidel a schvalování způsobilosti vozidel k provozu i odborné způsobilosti osob k provádění revizí nebo prohlídek a zkoušek příslušných určených technických zařízení),
- Ministerstvo dopravy v některých stanovených případech (zejména zařazování železničních drah do jednotlivých kategorií),
- obecní úřady (obce v přenesené působnosti) ve stanovených případech.[1] ve věcech drah tramvajových, trolejbusových, lanových a speciálních železničních (tj. metra), kromě stanovených případů, kdy tuto působnost vykonává Drážní úřad nebo Ministerstvo dopravy. Příslušnou k rozhodování podle tohoto zákona je obec, v jejímž územním obvodu se nachází dráha tramvajová, trolejbusová, lanová nebo speciální. Z působnosti obcí je vyjmuto rozhodování o typu a způsobilosti drážního vozidla, způsobilosti určených technických zařízení, osvědčení o odborné způsobilosti fyzických osob k provádění revizí, prohlídek a zkoušek určených technických zařízení, a zastavení nebo omezení provozu určených technických zařízení a o odnětí průkazů jejich způsobilosti. Praha jako jediná obec je oprávněna vydávat průkaz způsobilosti k řízení lanových drah.

Do působnosti drážního správního úřadu patří také výkon působnosti speciálního stavebního úřadu, kterou vykonává Drážní úřad s výjimkou drah tramvajových, trolejbusových, lanových a speciálních železničních (tj. metra) na území hlavního města Prahy, kde tuto působnost vykonává Magistrát hlavního města Prahy.

## Působnosti drážních správních úřadů v Česku
- zařazení železniční dráhy do příslušné kategorie dráhy a změny tohoto zařazení (§ 3 odst. 2 zák. 266/1994 Sb., o dráhách)
- zrušení dráhy na návrh vlastníka (§ 5 odst. 6)
- rozsah a způsob zabezpečení křížení železniční dráhy s pozemními komunikacemi v úrovni kolejí (§ 6 odst. 2)
- působnost speciálního stavebního úřadu pro stavby dráhy (§ 7 odst. 1)
- zavedení zkušebního provozu (§ 7 odst. 2)
- vydávání závazného stanoviska pro účely umístění, povolení, ohlášení nebo kolaudace pro stavbu na dráze, stavbu, která není stavbou dráhy a zasahuje zčásti do jejího obvodu, a stavbu v ochranném pásmu dráhy, s možností stanovení závazných podmínek (§ 7 odst. 3)
- vydávání souhlasu a stanovení podmínek pro některé činnosti v ochranném pásmu dráhy (činnosti prováděné hornickým způsobem, provozování střelnice, skladování výbušnin a nebezpečných odpadů, zřizování světelných zdrojů a barevných ploch zaměnitelných s návěstními znaky) (§ 9 odst. 1)
- rozhodnutí o omezení vlastnického práva k nemovité věci spočívající v umístění a provozování pevných trakčních, signalizačních nebo zabezpečovacích zařízení tramvajové nebo trolejbusové dráhy a rozhodnutí o výši úhrady (§ 9 odst. 4)
- rozhodnutí o rozsahu a způsobu provedení nezbytných opatření k zabránění sesuvů půdy, padání kamenů a lavin a o tom, kdo je provede (§ 10 odst. 1)
- zjišťování zdrojů ohrožování dráhy a zdrojů rušení drážního provozu, rozhodování o odstraňování zdroje ohrožení (§ 10 odst. 2)
- vydává úřední povolení k provozování dráhy a osvědčení provozovatele dráhy (§ 11–19c), pro tyto účely ověřuje bezúhonnost osob, rozhoduje o změnách a odejmutí těchto dokladů,  informuje Agenturu Evropské unie pro železnice o vydání, změnách či odebrání osvědčení provozovatele dráhy
- rozhoduje o názvech stanic (zastávek) dráhy (§ 22 odst. 1 písm. e)
- schvaluje návrh plánu omezení provozování dráhy nebo její části (§ 23c odst. 1–2) a ukládá obnovení provozování dráhy v případě neoprávněného omezení (odst. 4)
- vydává oprávnění (licence) k provozování drážní dopravy (§ 25), rozhoduje o jejich změnách a zrušení
- vydává osvědčení dopravce pro vnitrostátní nebo příhraniční dopravu (§ 31a)
- rozhoduje o přechodném omezení nebo zastavení drážní dopravy (§ 38)
- schvaluje jízdní řád pro veřejnou osobní dopravu na dráze tramvajové, trolejbusové, speciální a lanové a postupuje schválený jízdní řád ministerstvu dopravy pro potřeby celostátního informačního systému o jízdních řádech (§ 41)
- zapisuje drážní vozidlo pro dráhu celostátní nebo regionální do registru drážních vozidel (§ 43 odst. 2) a přiděluje mu evropské číslo vozidla (odst. 4), vede registr těchto vozidel (§ 43a)
- vydává osvědčení osoby zabezpečující údržbu drážních vozidel pro dráhu celostátní nebo regionální (§ 43b)
- schvalování typu vozidla, vydávání průkazu způsobilosti drážního vozidla, schvalování změny konstrukce vozidla, povolování zkušebního provozu vozidla pro jinou dráhu než celostátní nebo regionální (§ 43c, 43d, 43e)
- rozhoduje, že vozidlo je historickým drážním vozidlem (§ 43f)
- vydává průkaz způsobilosti k řízení drážního vozidla na dráze místní, tramvajové, trolejbusové, speciální, lanové a vlečce (§ 45), v případě nebezpečných nedostatků při řízení nebo důvodných pochybností o způsobilosti nařizuje přezkoušení odborné a zdravotní způsobilosti, rozhoduje o zadržení nebo odejmutí průkazu způsobilosti.
- vydává a odnímá licenci strojvedoucího (§ 46c–46h), žádá o přezkoumání způsobilosti jiné vydavatele licencí (§ 46p)
- spravuje a aktualizuje rejstřík licencí strojvedoucího (§ 46r)
- uděluje a odnímá akreditaci k povinným školením a vede seznam osob, kterým udělil akreditaci (§ 46o, 46s)
- vydává, zadržuje a odnímá průkaz způsobilosti určeného technického zařízení (§ 47), tomuto režimu podléhají i lyžařské a vodní vleky, které nejsou dráhami
- vydává kolaudační rozhodnutí o ověření způsobilosti k užívání nově budované nebo modernizované dráhy železniční, která se stane součástí evropského železničního systému (§ 49 odst. 2)
- zakazuje uvedení prvku interoperability a subsystémů na trh (§ 49c, 49q)
- vydává povolení k uvedení drážního vozidla pro dráhu celostátní nebo regionální na trh (§ 49j) a povoluje jeho zkušební provoz (§ 49k)
- projednává přestupky podle drážního zákona s výjimkou přestupků, jejichž projednávání je vyhrazeno Drážní inspekci, Drážnímu úřadu nebo živnostenskému úřadu (§ 52a)
- vykonávají státní správu ve věcech drah (§ 54)
- obecní úřady uplatňují stanovisko k územně plánovací dokumentaci z hlediska dráhy speciální, tramvajové, trolejbusové a lanové, pokud není příslušné ministerstvo (§ 56a)
- vydávají závazné stanovisko v řízení o pozastavení, omezení nebo zákazu kácení dřevin podle zákona o ochraně přírody a krajiny, jde-li o kácení dřevin za účelem zajištění provozuschopnosti železniční dráhy nebo zajištění plynulé a bezpečné drážní dopravy na této dráze (§ 56a)
- vykonávají státní dozor nad dodržováním zákona o dráhách (§ 58 odst. 1)